# جانوس كوفاتش
جانوس كوفاتش (بالمجرية: János Kovács)‏ (11 سبتمبر 1985 ببودابست في المجر - ) هو لاعب كرة قدم مجري في مركز الدفاع. شارك مع منتخب المجر تحت 21 سنة لكرة القدم. أما مع النوادي، فقد لعب مع نادي بودابست هونفيد ونادي بودابست ونادي تشيسترفيلد ونادي لوتون تاون ونادي هيرفورد ونادي يورك سيتي ولينكولن سيتي أف سي ونادي سيوفوك ‏.

## وصلات خارجية
- جانوس كوفاتش على موقع قاعدة بيانات كرة القدم.إي يو (الإنجليزية)
- جانوس كوفاتش على موقع Soccerbase.com (لاعب) (الإنجليزية)
- جانوس كوفاتش على موقع Soccerway.com (الإنجليزية)